# (6457) Kremsmunster
(6457) Kremsmunster es un asteroide perteneciente al cinturón de asteroides, región del sistema solar que se encuentra entre las órbitas de Marte y Júpiter, descubierto el 2 de septiembre de 1992 por Lutz Dieter Schmadel y el también astrónomo Freimut Börngen desde el Observatorio Karl Schwarzschild, en Tautenburg, Alemania.

## Designación y nombre
Designado provisionalmente como 1992 RT. Fue nombrado así como un homenaje celestial al famoso monasterio benedictino, centro educativo y observatorio de Austria. Lugar de esfuerzo científico en muchas disciplinas, el Observatorio Kremsmünster sigue siendo una de las instituciones culturales más destacadas de Austria, incluso un cuarto de milenio después de su fundación. Este asteroide también lleva el nombre en memoria del abad Augustin Reslhuber (1808-1875), un ferviente observador a quien no se le concedió descubrir por sí mismo un planeta menor.

## Características orbitales
Kremsmunster está situado a una distancia media del Sol de 2,881 ua, pudiendo alejarse hasta 3,089 ua y acercarse hasta 2,673 ua. Su excentricidad es 0,072 y la inclinación orbital 2,944 grados. Emplea 1786,36 días en completar una órbita alrededor del Sol.
Pertenece a la familia de asteroides de (158) Koronis.

## Características físicas
La magnitud absoluta de Kremsmunster es 13,38. Tiene 7,021 km de diámetro y su albedo se estima en 0,206. 